# 恆裕集團

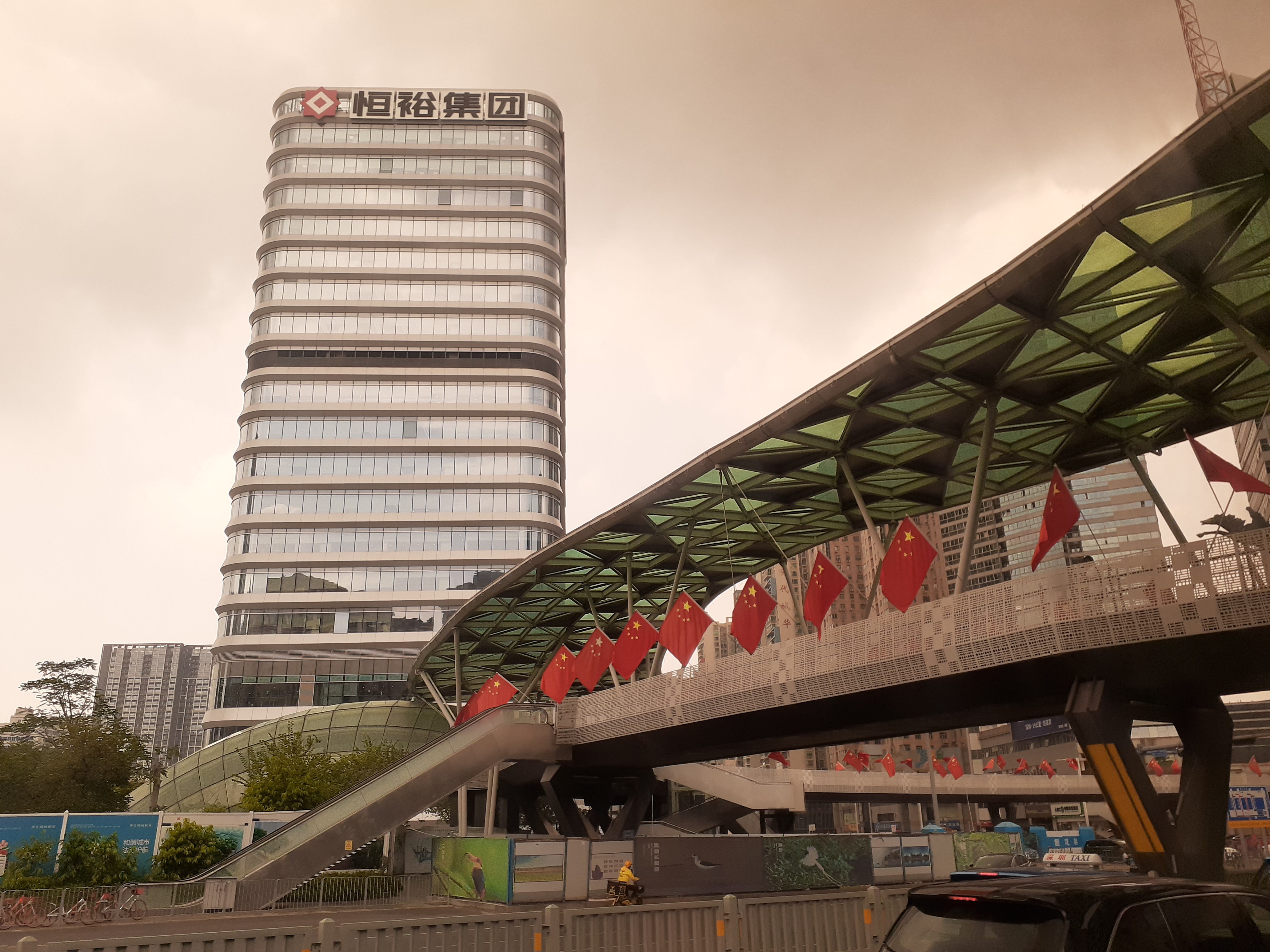
恆裕集團

深圳恆裕集團是一家中國综合企业，是一家業務包括礦業、科技、地產及城市更新、實業投資、企業併購資產重組、創投、保險、金融、礦山、酒店、貿易、商業、物管等領域的企業，由第十三屆全國政協委員龔俊龍任董事長。